# Obere Warnow
Obere Warnow település Németországban, Mecklenburg-Elő-Pomeránia tartományban. Lakosainak száma 793 fő (2023. december 31.). Obere Warnow Mestlin, Zölkow, Friedrichsruhe, Domsühl, Parchim, Rom (Mecklenburg), Granzin, Werder és Techentin községekkel határos.

## Népesség
A település népességének változása:
| Lakosok száma | 784  | 769  | 790  | 767  | 775  | 809  | 809  | 793  |
|               | 2012 | 2013 | 2014 | 2017 | 2019 | 2021 | 2022 | 2023 |